# Nemertesia intermedia
Nemertesia intermedia is een hydroïdpoliep uit de familie Plumulariidae. De poliep komt uit het geslacht Nemertesia. Nemertesia intermedia werd in 1876 voor het eerst wetenschappelijk beschreven door Kirchenpauer. 